# Självförsörjning
Självförsörjning är en teori, eller praktisk handling, om hur grupper eller samhällen ska försörja sig själva utan bytes- eller valutahandel.

## Ideologisk grund
Teorin är i viss mån utbredd inom vissa anarkistiska grupper och då speciellt inom individualanarkismen. Självförsörjning förespråkas även inom vissa miljögrupper. Självförsörjning ses som ett mycket ursprungligt sätt att leva.

## Nivåer
Rent konkret kan man dela upp självförsörjning i olika nivåer. I fallande skala för jorden, världsdel, land, region, kommun, stad, stadsdel, grupp, familj och individ.
Ett vanligt exempel på självförsörjning är en person/familj som lever på en mindre gård. Därpå odlas och tillverkas sedan allt som behövs för att denne/dessa ska klara sig. Denna form av självhushållning är i vissa fall en reaktion mot konsumism i det moderna samhället. 
Ett mål för uppfostran av barn är att de skall växa upp och bli självförsörjande i den mening att de skall gå ut i vuxenlivet och inte skall vara ekonomiskt beroende av sina föräldrar och stå på egna ben och i denna process försörja sig själva.
Självförsörjning kan även avse en enskilds förmåga att klara sig själv vid en samhällskris.

## Exempel i verkligheten och i litteraturen
Några exempel på människor som levt isolerade från omvärlden under åtskilliga decennier är Familjen Lykov i Sibirien, Heimo Korth och Richard Proenneke i Alaska, samt de japanska soldaterna Yokoi Shoichi och Hiroo Onoda.
1854 publicerades Walden av Henry David Thoreau. Boken beskriver hans två år levandes utanför samhället i en eremitkoja vid tjärnen Walden Pond, helt självförsörjande genom fiske och odling. Boken fick stort inflytande.

## Självförsörjning i Sverige
Sveriges självförsörjning av livsmedel är (2023) 50 %. I Sverige på 1980-talet var den över, och i Finland är den fortfarande, 80%. Livsmedelslagren räcker ungefär 2 veckor.:5h10m55s
Läkemedelsförsörjningen i Sverige bygger på just-in-time med läkemedel från internationella läkemedelsbolag. Sverige har (2023) i princip inga beredskapslager eller reserver för läkemedel. Självförsörjningsgraden av läkemedel i Sverige är nästan obefintlig.:6h12m54s